# Libavské Údolí
Libavské Údolí (deutsch Liebauthal) ist eine Gemeinde in Tschechien. Sie liegt neun Kilometer südwestlich von Sokolov und gehört zum Okres Sokolov.

## Geographie

### Geographische Lage
Libavské Údolí befindet sich am nordwestlichen Fuße des Kaiserwaldes am Rande des Egergrabens im Tal der Libava (Liebaubach), die oberhalb des Dorfes aus dem Zusammenfluss von Velká Libava (Großer Liebaubach) und Malá Libava (Kleiner Liebaubach) entsteht. Westlich verläuft die Bahnstrecke Chomutov–Cheb; der nächstgelegene Bahnhof „Kynšperk nad Ohří“ liegt in Dolní Pochlovice. Nördlich erhebt sich der Drsný vrch (Mariahilf-Berg, 570 m) mit einem Aussichtsturm.

### Gemeindegliederung
Für die Gemeinde Libavské Údolí sind keine Ortsteile ausgewiesen. Grundsiedlungseinheiten sind Kolová (Kogerau) und Libavské Údolí (Liebauthal).

### Nachbarorte
Nachbarorte sind Chlum Svaté Maří im Norden, Dasnice im Nordosten, Chlumek und Šabina im Osten, Silnice und Arnoltov im Südosten, Kolová im Süden, Kynšperk nad Ohří im Südwesten, Dolní Pochlovice im Westen sowie Horní Pochlovice im Nordwesten.

## Geschichte
Die Besiedlung der Gegend ist bis ins 9. Jahrhundert nachweislich. Nördlich von Kolová auf dem Bergsporn über dem Zusammenfluss von Großem und Kleinem Liebaubach befand sich eine slawische Burgstätte.
Der Ursprung des Ortes Liebauthal liegt in der 1824 durch Baron von Lenk von Lengenfeld gegründeten Spinnerei im Tal des Liebaubaches. Fünf Jahre später war um die Fabrik eine kleine Kolonie Lenkenthal entstanden. Die Gebrüder Franz und Ferdinand Lenk führten zunächst die Lohnweberei ein. Ab 1858 erfolgte der Einsatz mechanischer Webstühle. Zwei Jahre später wurde das Unternehmen zur Aktiengesellschaft gewandelt. Zu dieser Zeit arbeiten im Werk 563 mechanische Webstühle.
Nach der Aufhebung der Patrimonialherrschaften bildete Liebauthal/Libavské Údolí ab 1850 einen Ortsteil der Stadt Königsberg/Kinšperk im Bezirk Falkenau/Falknov.
Der Wiener Börsenkrach nach der Weltausstellung 1873 ruinierte das Unternehmen. 1876 nahm die Gebrüder Lenk AG die Produktion wieder auf. Ab 1880 begann der Bau von Mietshäusern für die Belegschaft. Durch die Errichtung von 19 Miethäusern mit 208 Wohnungen sowie 34 Einfamilienhäusern in Liebauthal wuchs die Einwohnerzahl auf 600 an. Weitere zwölf Einfamilienhäuser ließ Stroß in der Gemeinde Kogerau errichten. 1885 ging das Unternehmen erneut in Konkurs. 1892 erfolgte der Verkauf an Ginsberg & Stroß.
Im Jahre 1907 erfolgte eine Umfirmierung zur „Noe Stroß AG“;das Unternehmen wurde Teil der Vereinigten Textilfabriken Liebauthal und Weißwasser.
Neben der Textilfabrik betrieb die Noe Stroß AG in Liebauthal mit der Ernst-Ludmilla-Zeche auch eine kleine Braunkohlengrube im Tiefbau, die 1938 48 Beschäftigte hatte. Nach dem Münchner Abkommen 1938 wurde Liebauthal zusammen mit Königsberg dem Deutschen Reich zugeschlagen und gehörte bis 1945 zum Landkreis Falkenau an der Eger. Während der Zeit des Nationalsozialismus wurde die jüdische Unternehmensgruppe Noe Stroß enteignet. Nach der Arisierung firmierte das Werk als Liebauthaler Textilwerke Fischer & Co. Im Jahre 1942 wurde ein Teil der Produktion des Schweinfurter Kugellagerwerks nach Liebauthal ausgelagert und in der Weberei als „Walzbetrieb der Liebauthaler Textilwerke“ untergebracht. Für die Arbeit wurden Zwangsarbeiterinnen aus den besetzten Gebieten im Osten herangezogen. Nach Kriegsende kam das Dorf zur Tschechoslowakei zurück und die Deutschen wurden vertrieben.
Um 1950 wurde Libavské Údolí zu einer selbstständigen Gemeinde und Kogerava eingemeindet. Der Ortsteil erhielt später den Namen Kolová. In Kolová entstand in den 1950er Jahren auf Teilen der Ortsfluren eine Kaserne der Tschechoslowakischen Armee. Nach ihrer Aufgabe durch die Armee dient das Objekt heute als Strafvollzugsanstalt. Größtes Unternehmen in der Gemeinde ist die Alligard s.r.o. Das Dorf Libavské Údolí ist von dichten Wäldern des Kaiserwaldes umgeben.

## Kultur und Sehenswürdigkeiten
- Starý zámek, auch Kager, Burgstall bei Kolová